# Katarzyna Gąsienica-Sobczak

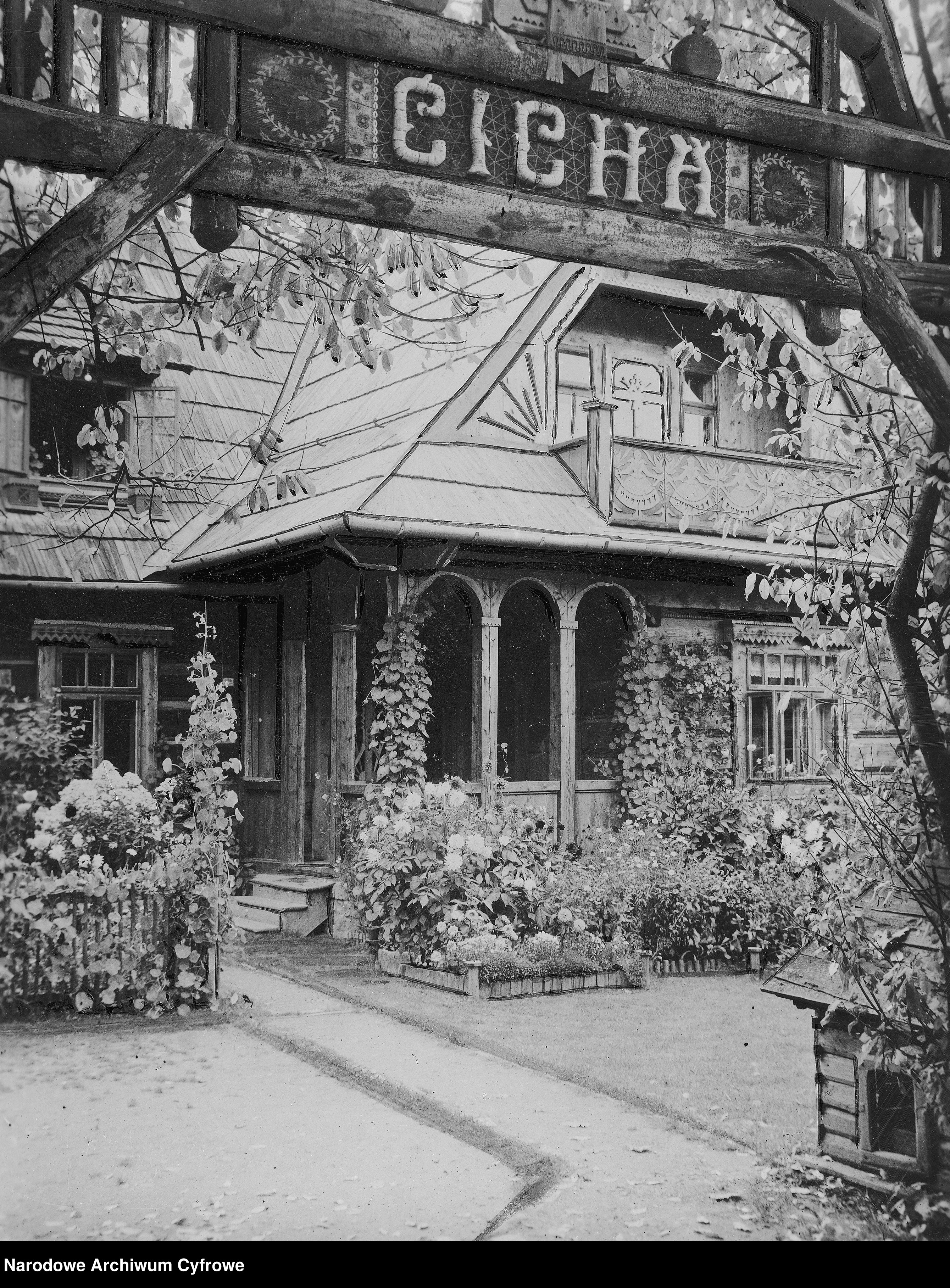
Willa "Cicha" - dawna "Sobczakówka".

Katarzyna Gąsienica-Sobczak (ur. 1866 w Zakopanem, zm. 18 grudnia 1915 tamże) – polska poetka, góralka, nazywana „pierwszą poetką Podhala”, żona malarza Karola Kłosowskiego. 

## Życiorys
Urodziła się w 1866 roku w Zakopanem, jako najstarsza z trzech córek. Wraz z rodziną prowadziła gospodarstwo oraz pensjonat „Sobczakówka” przy ulicy Kościeliskiej w Zakopanem, przez który przewijali się znani goście, m.in. Mieczysław Karłowicz czy Stefan Żeromski (podczas swojej pierwszej wizyty w Zakopanem w 1892 roku). Ferdynand Hoesick także poznał Katarzynę, w jednym z felietonów napisał, że „z iskrą bożą jest młoda córka gazdy z Kościeliskiej ulicy, panna Sobczakówna. Kto wie, czy z niej nie wyrośnie współzawodniczka Orkana”. Katarzynę Gąsienicę-Sobczak opisała Zofia Urbanowska: „... w progu domostwa ukazała się dziewczyna niemłoda, lat trzydzieści kilka mająca. Wysoka, dobrze zbudowana, odziana w czarny wełniany kaftanik i granatową spódnicę (...) czerwonym przesłoniętą fartuchem. Duży wywinięty kołnierz od koszuli, podwiązany u szyi wstążką czerwoną, rzucał odblask na twarz smagłą, o cerze świeżej, zdrowej, ze złotawym odcieniem. Włosy kruczej czarności nie były splecione w dwa warkocze, ale spięte szpilkami. Rysy niezbyt regularne, rozjaśniał wyraz oczu bystrych i inteligentnych”. 
Zaangażowała się w ruch osób świeckich zrzeszonych w III zakonie św. Franciszka, po czasie została przełożoną ruchu. Rozważała wstąpienie do zakonu. 
Swojego przyszłego męża, Karola Kłosowskiego, poznała gdy ten uczęszczał do Szkoły Przemysłu Drzewnego w Zakopanem. Kłosowski w tym czasie wynajmował pokój w „Sobczakówce”. Zbliżyli się do siebie gdy Katarzyna miała 45 lat, zaś Karol 19. Kłosowski we wspomnieniach pisał: „Po wyjeździe z Zakopanego do Krakowa, pozostawiłem najszczerszą rozpoczętą miłość w pierwszej poetce góralskiej i trwałem w niej do końca studyów w Akad.[emii] Sztuk Pięk.[nych], tj. do 24-go roku życia...". Z powodu dużej różnicy wieku oraz funkcji Katarzyny jako przełożonej zakonu tercjarskiego po powrocie Kłosowskiego do Zakopanego ukrywali swój związek; Kłosowski nie zatrzymywał się już na pobyt w „Sobczakówce”, a u mieszkającego po sąsiedzku rzeźbiarza Wojciecha Brzegi, u którego znalazł też zatrudnienie jako rysownik. Katarzyna i Karol pobrali się w sekrecie, przy zamkniętych drzwiach po namowach księdza Kaszelewskiego w 1907 roku w kaplicy św. Jana Chrzciciela w kościele przy Krupówkach. 
Po ślubie Kłosowscy zamieszkali w „Sobczakówce” wraz z dwiema siostrami Katarzyny. Na pierwsze lata małżeństwa cieniem rzuciła się gruźlica Karola i choroba serca Katarzyny. Po czasie zmienili nazwę domu z „Sobczakówka” na „Cicha”. 
Zmarła w Zakopanem 18 grudnia 1915 roku.

## Twórczość
Wiersze Katarzyny Gąsienicy-Sobczak nie zostały nigdy wydane. Znajomi jej poeci i poetki czasem przepisywali jej wiersze do swoich zeszytów. Dzięki takiemu zabiegowi Zofii Urbanowskiej zachowały się tytuły niektórych z nich: Widok po Tatrach, Oracja góralska, Zawrat w zimowej porze, Do śmierci, Oracja przedślubna, Śpiewka o górach. Urbanowska zapisała, że Sobczakówna spotykała się z krytyką ze strony „zawodowych poetów”, wytykających jej pisanie wierszy po polsku, a nie w gwarze podhalańskiej.